# Нялбандя
Нялбандя (База Налбандя) — упразднённый в 2011 году населённый пункт в Аяно-Майском районе Хабаровского края.

## География
Располагался на левом берегу реки Тотта, по правую сторону от места впадения в неё реки Нельбачан.

## История
В 2009 году вышло решение Собрания депутатов Аяно-Майского муниципального района от 16.11.2009 N 52 «О предложении об упразднении населенных пунктов: монтерский пункт Назарово, монтерский пункт Аимчан, база Нялбандя Аяно-Майского муниципального района Хабаровского края».
Упразднён постановлением Законодательной Думы Хабаровского края 25 мая 2011 года в связи с отсутствием проживающих граждан.